# Hypocala tenuis
Hypocala tenuis är en fjärilsart som beskrevs av Walker 1866. Hypocala tenuis ingår i släktet Hypocala och familjen nattflyn. Inga underarter finns listade i Catalogue of Life.